# Ptenidium turgidum
Ptenidium turgidum är en skalbaggsart som beskrevs av Thomson 1855. Ptenidium turgidum ingår i släktet Ptenidium, och familjen fjädervingar. Arten är reproducerande i Sverige.